# 塔朱登·索鲁什
塔朱登·索鲁什（波斯語：‎），阿富汗记者，曾担任阿富汗国家电视台的制片人及BBC阿富汗的记者。他是2017年5月31日喀布尔爆炸事件的亲历者，当时和他在场的另外一名BBC员工在爆炸中丧生。他在2021年9月时对阿富汗伊斯兰酋长国和潘杰希尔冲突的相关报道得到了许多国际媒体的引用。目前（2022年） , 他在伊朗国际电视台工作。

## 教育生涯
塔朱登·索鲁什表示，他于2012年毕业于喀布尔大学，获得新闻学学士学位，并于2019年获得威斯敏斯特大学“媒体、运动和社会变革”硕士学位。 

## 职业生涯
2014年，索鲁什是阿富汗国家电视台2012年开播的节目《开诚支尔格》的制作人，该节目内容是由现场观众向包括政府、宗教和教育当局以及人权活动家在内的知名嘉宾小组提问。节目的观众估计有二到三百万阿富汗人。索鲁什呼吁观众向嘉宾小组成员提出“要多难有多难的问题”，如果“答案不够让人满意”，则继续提出这些问题。
索鲁什曾在2017及2018年时担任BBC阿富汗的记者。他是2017年5月31日喀布尔爆炸事件现场附近一辆汽车的乘客。汽车的司机穆罕默德·纳齐尔也在BBC阿富汗工作，在爆炸中丧生。
目前（2022年）, 索鲁什在波斯语电视台伊朗国际电视台工作。

## 新闻报道
2021年9月，索鲁什关于潘杰希尔冲突、阿富汗伊斯兰酋长国侵犯人权行为和塔利班内阁任命的报道被国际媒体关注及引用。 